# Chang-Jiang
Chang-Jiang est une marque de motos chinoise (chinois simplifié : 长江 ; chinois traditionnel : 長江 ; pinyin : Cháng Jiāng) et le nom retranscrit de l'ancienne China Nanchang Aircraft Manufacturing Company. Cette marque tire son nom du fleuve Chang Jiang, également connu sous le nom de « Yangtsé » ou, en anglais, « the Long River ».

## Historique
En 1957, l'Union soviétique modernise ses Oural en utilisant un moteur culbuté, à la place de l'ancien à soupapes latérales. Elle décide alors de revendre à la République populaire de Chine l'outillage et les méthodes de fabrication de l'usine de Gorki. La première moto chinoise sort des chaînes en 1961. Elle s'appelle la « Chang-Jiang », du nom du fleuve le plus long du pays (traduit par Yangzi Jiang en français). Elle équipe immédiatement les administrations et l'armée.
Chaque unité de production disséminée dans tout le pays semble avoir son propre bureau d'étude. On ne peut donc pas connaitre avec certitude le nombre de modèles différents issus de la firme.

## CJ750
La CJ750 est basée sur l'IMZ MZ-195 d'origine soviétique (Irbitski Mototsikletniy Zavod) de 1956, elle-même dérivée de la BMW R 71 allemande datant de 1938. Presque toutes sont des side-cars. On désigne souvent à tort les CJ750 comme étant des «répliques» de BMW, alors qu’elles sont en fait des dérivés de l’IMZ M-72.
La production chinoise a commencé à la fin des années 1950 début des années 1960, certaines sources citant différentes dates. Elles furent produites à l'origine pour l'armée chinoise et sont propulsées par un moteur bicylindre à plat quatre temps refroidi par air de 746 cm3. La roue arrière du side-car est entraînée par un arbre reliée à la roue arrière de la moto jumelée.
Les modèles les plus courants sont :
- la M1 : moteur à soupapes latérale, système électrique 6 V. Ce modèle est un clone de l'IMZ M-72 et ressemble beaucoup à la BMW R 71 de 1938 ;
- le M1M : moteur à soupapes latérale, système électrique 12 V et équipé d’une marche arrière. Il a également un démarreur électrique quand la M1 ne dispose que d'un kick. Ces améliorations ont été conçues avec l’aide d’ingénieurs allemands ;
- le M1S (ou « Super ») : moteur à soupapes en tête, système électrique 12 V, démarreur électrique et marche arrière. Le système OHV est fondamentalement de conception allemande BMW.

Les trois modèles utilisent le même cadre et la même carrosserie. Les modèles M1 et M1M d'apparences presque identiques peuvent être différenciés en observant certains détails. Sur ces motorisations, se greffent différentes carrosseries propres à chaque unité de production.

## Production
En 1950, l'Armée de libération du peuple de Beijing no 6, Automotive Works, développa une moto militaire en procédant à de la rétro-ingénierie à partir d'une moto allemande Zündapp KS 500. Cette moto entra en production en 1951. 4 248 exemplaires furent construits avant le transfert de la production de motos militaires aux usines de machines de Hongdu et de Xingjiang. Les deux usines restent à ce jour des filiales de l'industrie aéronautique gérées par l'État chinois.
Au milieu des années 1950, les Soviétiques considéraient que le M72 était obsolète et la Chine allant bientôt acquérir tous les outils pour produire ses propres M72, la machine basée sur la Zündapp KS 500 fut abandonnée.
La M72 chinoise portait le nom de « Chang Jiang 750 ». Selon certaines sources, elle serait entrée en production en novembre 1957 à l’usine de machines de Ganjiang, propriété de l’État. La production initiale utilisait des pièces russes M72. Les premiers CJ étaient presque identiques aux M72.
La transmission Chang Jiang a été révisée plusieurs fois depuis le début de sa production. De 1957 à 1966, les CJ ont été dotés de moteurs et de transmissions de type I. Cette transmission était presque identique à celles des BMW R71 et Oural M72.
En septembre 1966, la production du moteur et de la boîte de vitesses de type II débuta. Ce n'est qu'en 1972 que le moteur de type II remplaça le type I généralement utilisé. L'utilisation du moteur de type I en 1966-1972 résultait d'un excédent de composants du type I, avec un nombre important de moteurs de type I en service, les pièces restèrent en production jusqu'au début des années soixante-dix. Les motos de type I entretenus par l’armée remplaçaient leurs moteurs et/ou les boîtes de vitesses par des composants de type II. Cela permettait de faciliter la maintenance, selon la disponibilité des pièces et améliorer les caractéristiques du moteur. Les motos de type I avaient souvent leurs boîtes de vitesses d'origine remplacées par des Type II. Les moteurs fabriqués avec un numéro de série à partir de 661802 et au-delà sont du type II.
Dans les années 1960, l’usine a été renommée Usine de machines de Changjiang, toujours propriété de l’État.
En 1969, la CJ750 a subi quelques modifications de conception mineures, principalement liées aux cadres de side-car et aux commutateurs montés sur les phares. Des réservoirs d'essence avec des boîtes à outils intégrées sont apparus à cette époque.
À la fin des années 1970, l’usine a été fusionnée avec le constructeur aéronautique Guo Ying Hongdu Ji Xie Chang. À cette époque, un moteur 6V OHV de 30 ch était en cours de développement. On ne trouve aujourd'hui que quelques-uns de ces moteurs qui furent rapidement remplacés par une version 12V de 32 ch.
En décembre 1980, un petit nombre de moteurs OHV de 900 cm3 ont été produits à la suite de l’acquisition de motos BMW par la police militaire chinoise. Seule une poignée de ces machines ont été construites, probablement moins d'une dizaine.
La marque Chang Jiang produit principalement des side-cars à trois ou quatre places. Le modèle solo est aussi produit. À la différence des motos russes Dniepr et Ural (Oural) aucun modèle Chang Jiang ne dispose de deux roues motrices.
L’histoire technologique de Chang Jiang comprend des motos de course, des moteurs expérimentaux et de vaines tentatives de modernisation en apparence de machines obsolètes. À partir du milieu des années 1980, plus de dix ans après la normalisation des relations entre la Chine et les États-Unis, la Chine a ouvert ses marchés aux fabricants de motos étrangers, accélérant ainsi la fin de la production en série de la CJ750. Aujourd'hui, la marque continue d'exister grâce à l'intérêt d'amateurs étrangers.

### CJ 650

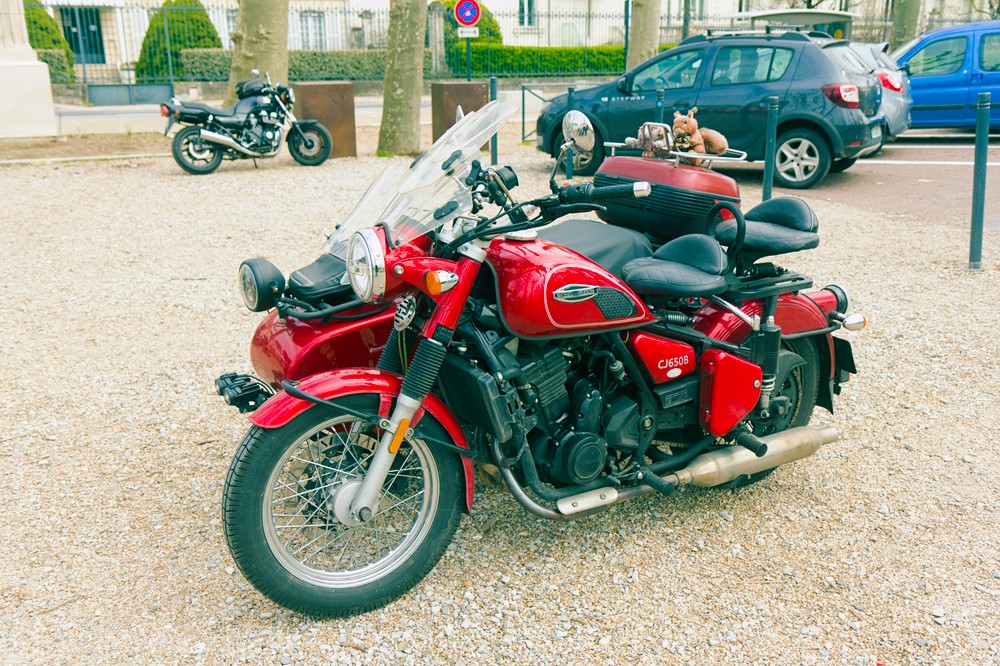
Chang-Jiang CJ 650B.

La marque sort à la fin des années 2010 un nouveau side-car modernisé avec un moteur de 55 ch inspiré du Kawasaki 650 bicylindre vertical à deux arbres à cames et huit soupapes alimenté par un système d'injection Bosch. En 2022, deux modèles de ce CJ 650 sont au catalogue, la Pékin Express et la Dynasty. L'équipement est pléthorique avec une multitude de phares et dispositifs d'éclairage ainsi que de multiples options disponibles.